# Värska
Värska är en småköping (estniska: alevik) i Setomaa kommun i landskapet Võrumaa i sydöstra Estland. Orten ligger cirka 240 kilometer sydost om huvudstaden Tallinn på en höjd av 46 meter över havet, vid änden av Riksväg 45 och viken Värska laht vid sjön Peipus.
I kyrkligt hänseende hör byn till Räpina församling inom den Estniska evangelisk-lutherska kyrkan.
Före kommunreformen 2017 utgjorde orten centralort i dåvarande Värska kommun i landskapet Põlvamaa.

## Geografi
Terrängen runt Värska är platt. Runt Värska är det glesbefolkat, med 8 invånare per kvadratkilometer. Närmaste större samhälle är staden Räpina, 18,6 km nordväst om Värska. I omgivningarna runt Värska växer i huvudsak blandskog.

## Kommunikationer
Värska har bussförbindelser till bl.a. Tartu, Põlva, Võru och Koidula samt till många kringliggande orter i kommunen. Den tidigare bussförbindelsen mellan Värska och Pskov (Pihkva på estniska) via Pechory (Petseri på estniska) är nedlagd. Det innebär att Värska inte har någon direkt bussförbindelse med Tallinn längre då linjen till Pskov/Pihkva utgick från Tallinn.  
Närmsta järnvägsstation är Ilumetsa, som ligger ca 15 km från Värska. 
Sommartid går en båtlinje från Värska till Värska sanatoorium med Setoline.  

## Galleri

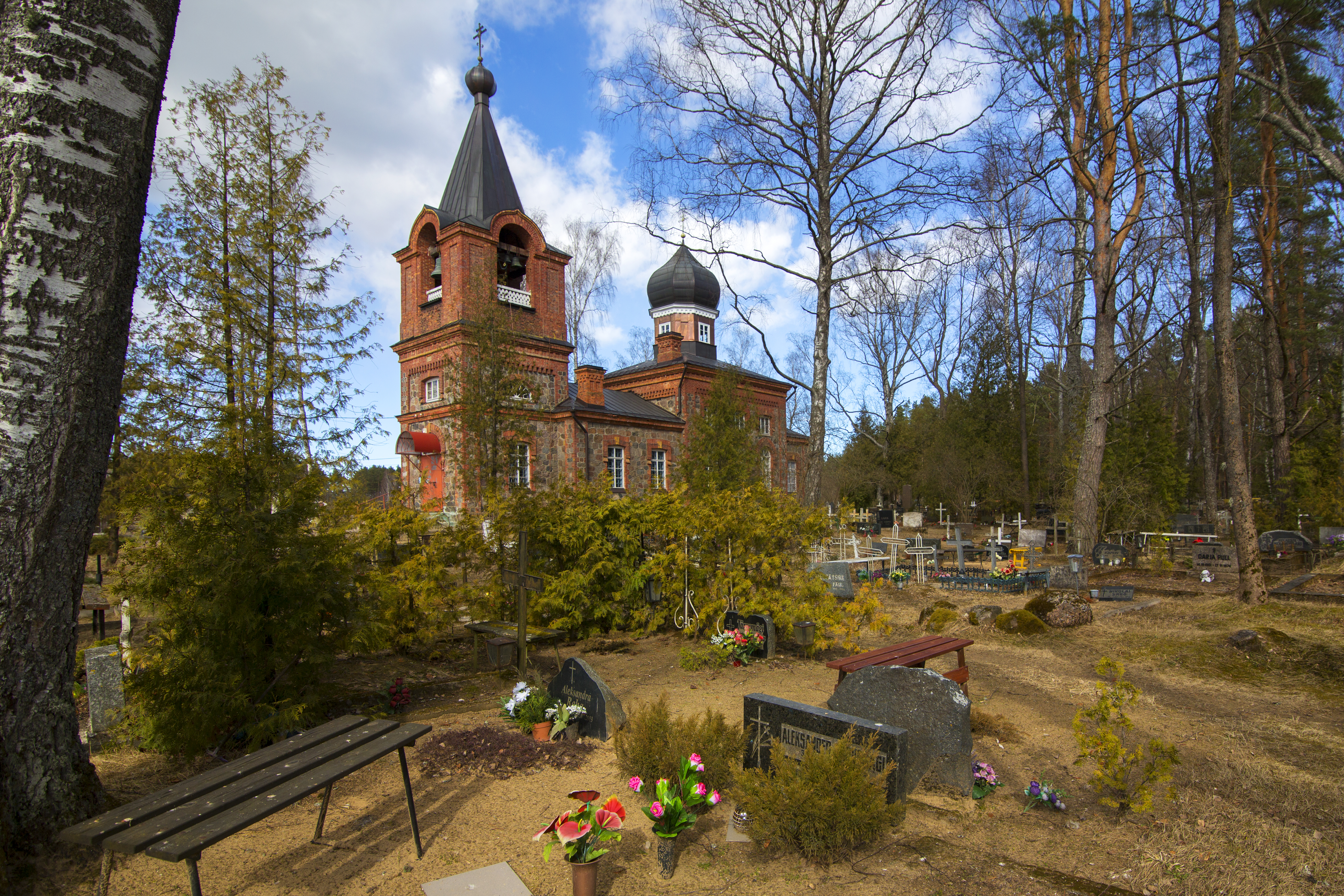
Ortodoxa kyrkan.
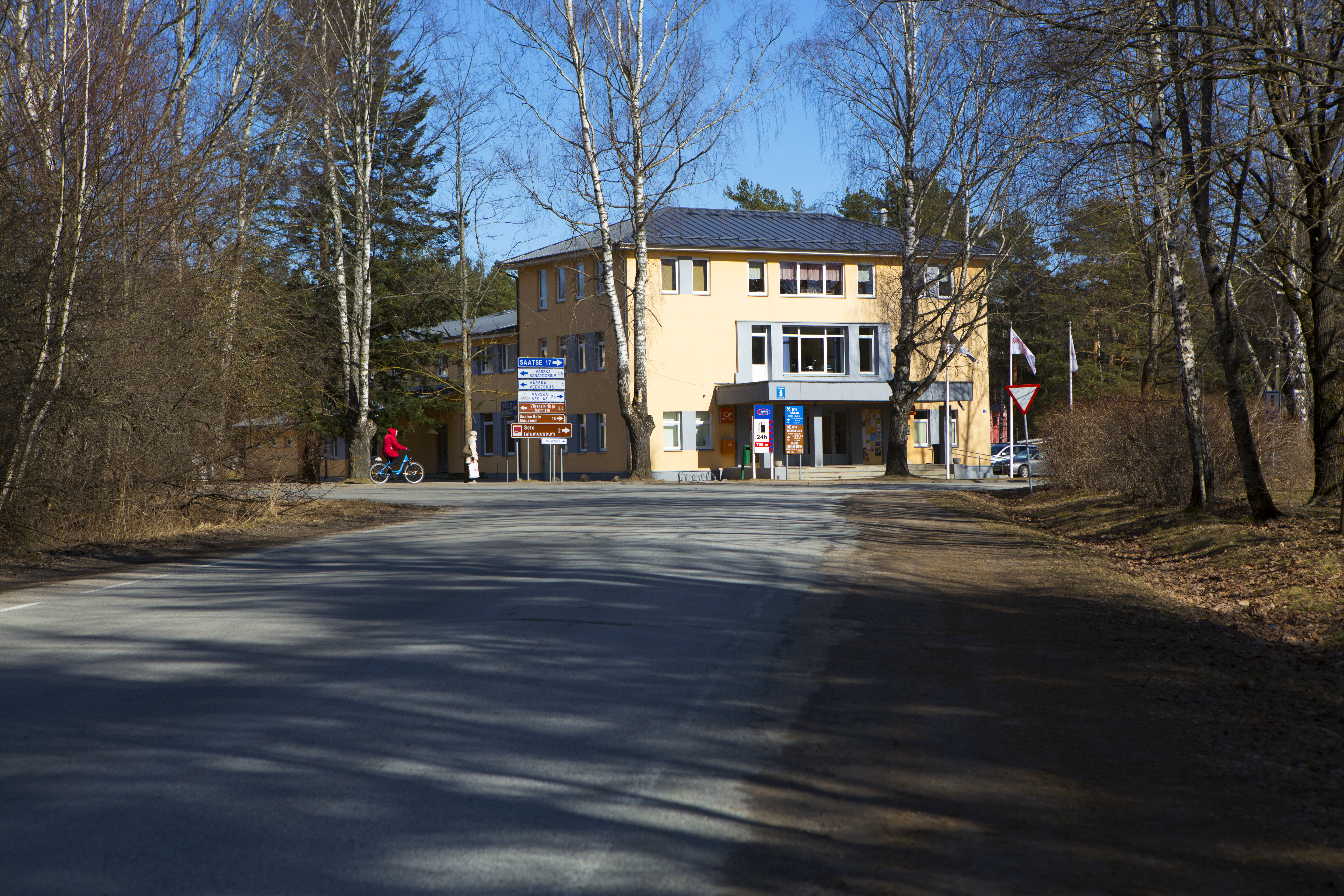
Postkontor]et.
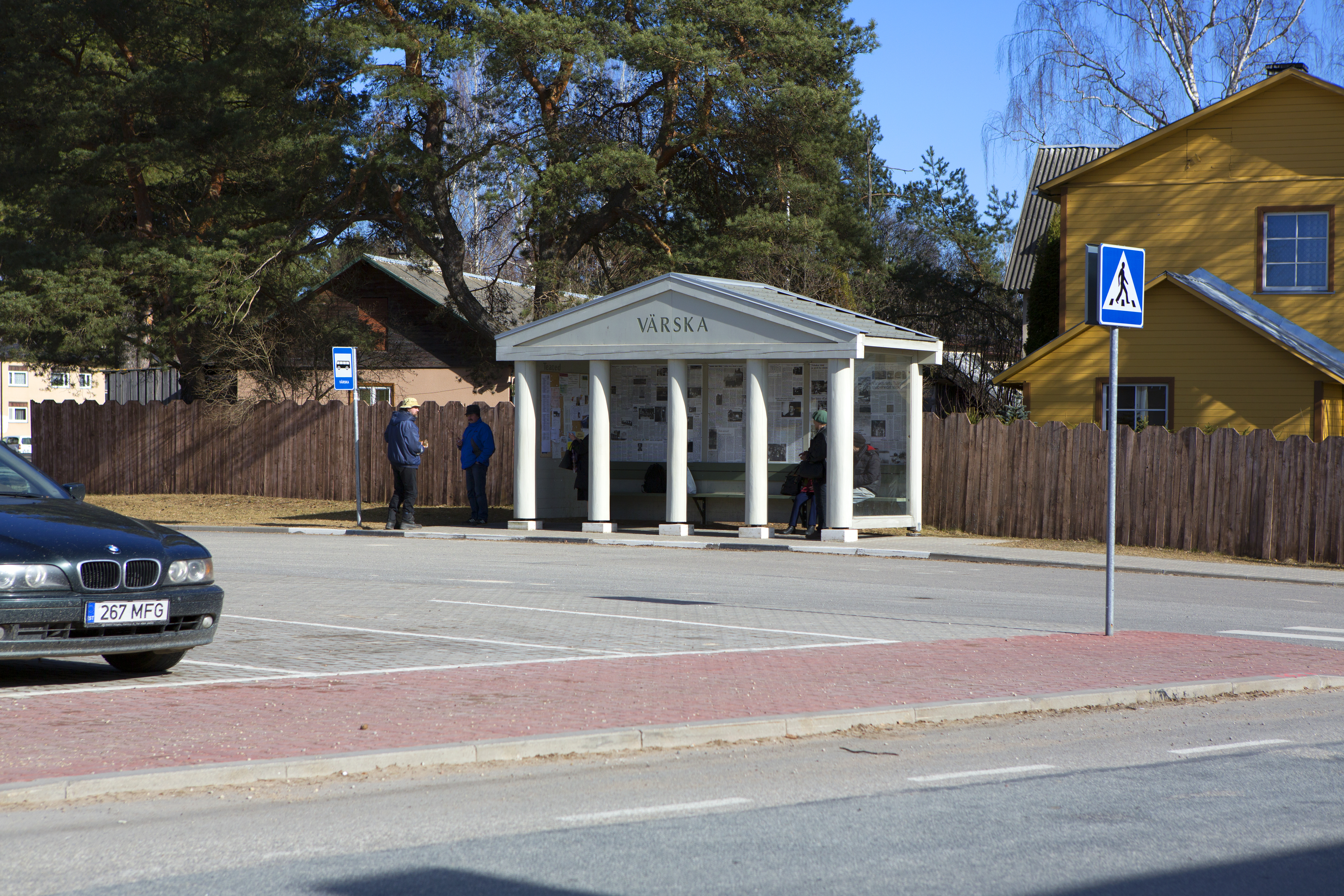
Busshållplatsen.

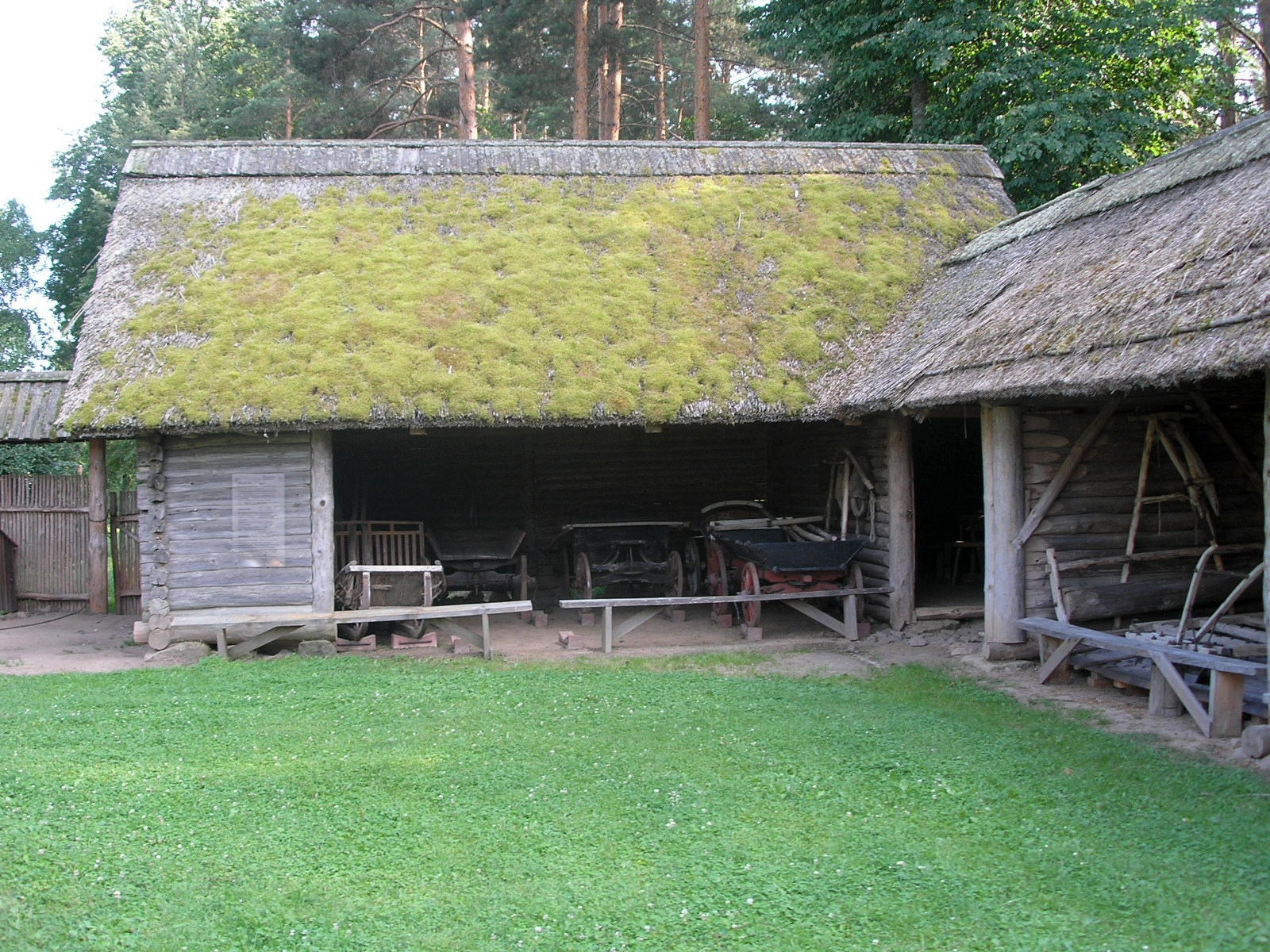
Setukesiska gårdsmuseet.
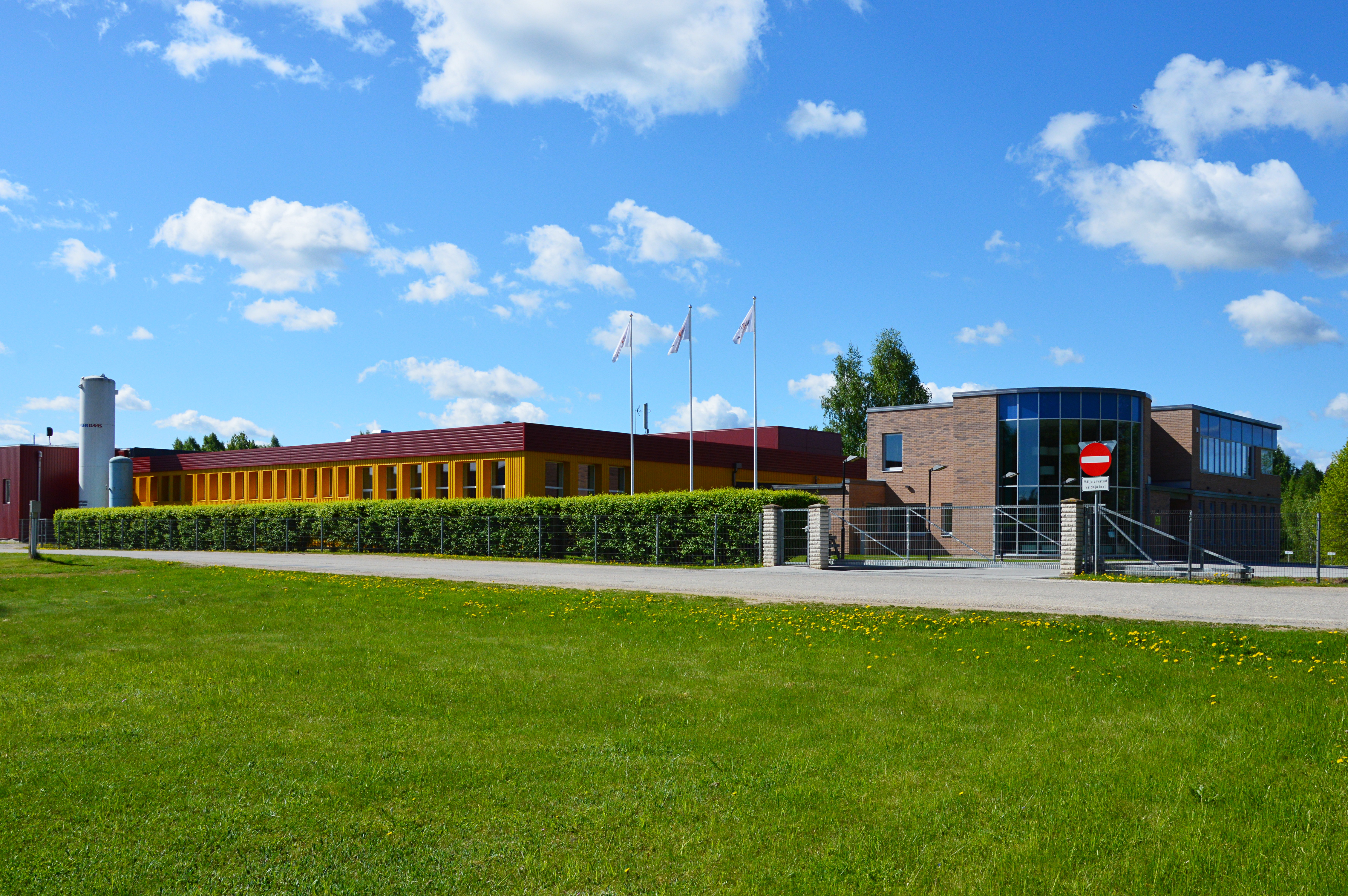
Värska Vesi AS produktionsbyggnad.
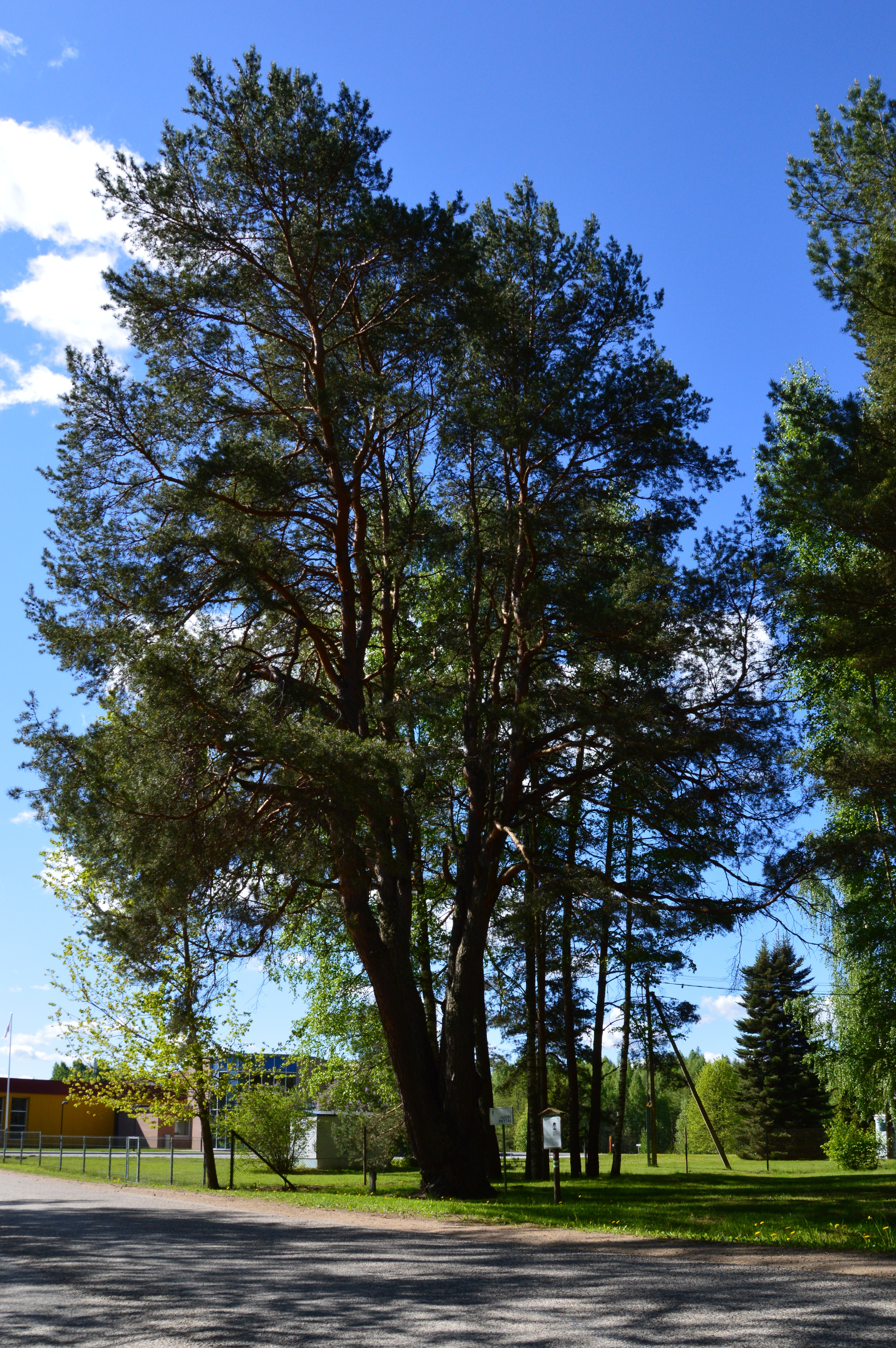
Trädet "Laudsi pettäi".